# Divi-Divi-Baum
Der Divi-Divi-Baum (Caesalpinia coriaria) ist eine Pflanzenart in der Unterfamilie der Johannisbrotgewächse (Caesalpinioideae). Sie ist in der Neotropis weitverbreitet.

## Beschreibung

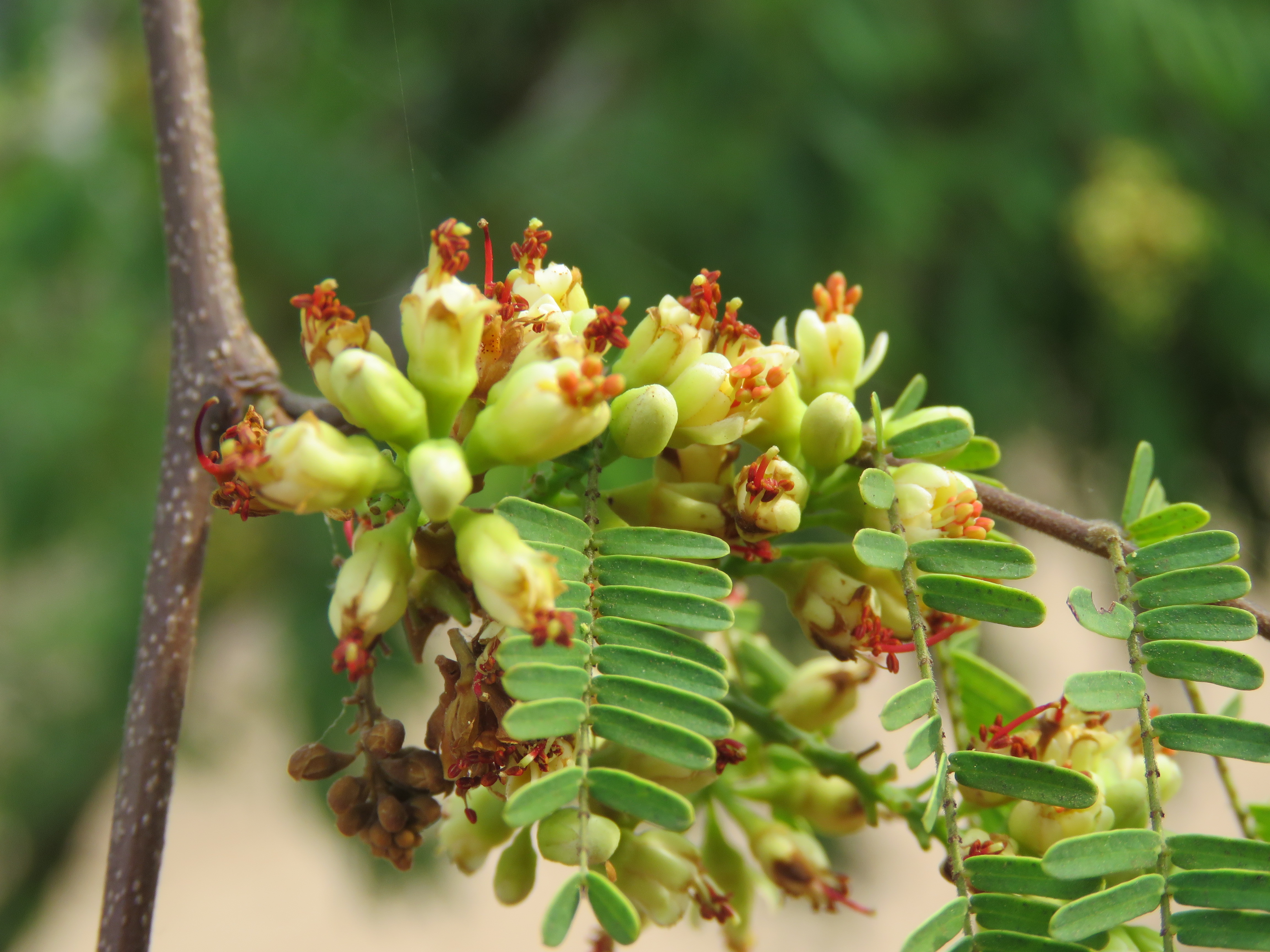
Zweig mit Blüten

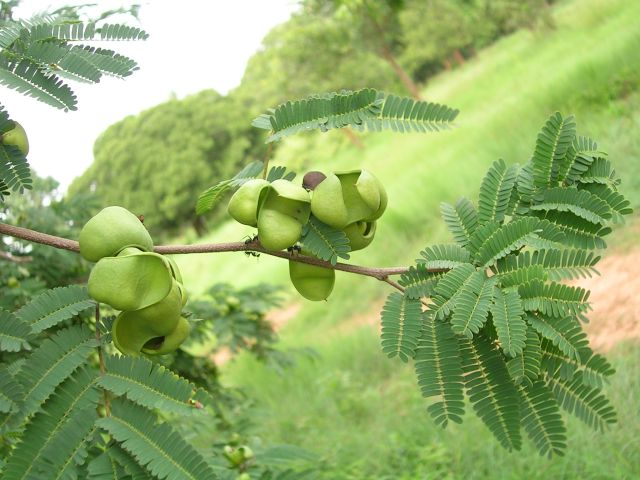
Zweig mit gefiederten Laubblättern und gewundenen Hülsenfrüchten

### Erscheinungsbild und Blatt
Caesalpinia coriaria wächst als großer Strauch oder kleiner Baum. Die bis zu 15 Zentimeter langen Laubblätter sind unpaarig oder paarig gefiedert. Die vielen Fiederblättchen sind mit einer Länge von nur 6 bis 7 Millimetern relativ kurz.

### Generative Merkmale
Die seiten- oder endständigen, dichten, rispigen Blütenstände sind bis zu 5 Zentimeter lang.
Die relativ kleinen, duftenden, zwittrigen Blüten sind zygomorph und fünfzählig mit doppelter Blütenhülle. Die fünf Kronblätter sind gelb. Es sind zehn Staubblätter vorhanden. Die Staubfäden sind in der unteren Hälfte behaart.
Die gewundene Hülsenfrucht ist bis zu 7,5 Zentimeter lang und bis zu 1,2 Zentimeter breit.

### Chromosomensatz
Die Chromosomengrundzahl beträgt x = 12; es liegt Diploidie vor, also 2n = 24.

## Verbreitung
Sie ist von den mexikanischen Bundesstaaten Sinaloa, Chiapas, Colima, Guerrero, Jalisco, Michoacan sowie Oaxaca über die zentralamerikanischen Staaten Guatemala, Costa Rica, El Salvador, Honduras, Nicaragua sowie Panama bis zu den nördlichen südamerikanischen Staaten Kolumbien sowie Venezuela ursprünglich weitverbreitet. Sie kommt auf den karibischen Inseln der Bahamas, Kuba, Hispaniola, Jamaika, Puerto Rico, der Niederländischen Antillen, Anguilla, Antigua, Barbados, Dominica, Grenada, Martinique, St. Vincent, Grenadinen, Antigua und Barbuda natürlich vor.

## Taxonomie
Die Erstveröffentlichung erfolgte 1763 unter dem Namen (Basionym) Poinciana coriaria durch Nikolaus Joseph von Jacquin in Selectarum Stirpium Americanarum Historia ... S. 123–124, Tafel 175, f. 36. Die Neukombination zu Caesalpinia coriaria wurde 1799 durch Carl Ludwig Willdenow in Species Plantarum, 4. Auflage, 2, 1, S. 532 veröffentlicht. Ein weiteres Synonym ist Libidibia coriaria (Jacq.) Schltdl.

## Inhaltsstoffe und Nutzung
Die Hülsenfrüchte und die Borke des Divi-Divi-Baumes sind relativ reich an Tanninen, dies sind pflanzliche Gerbstoffe. Es wird berichtet, dass die Hülsenfrüchte etwa 30 % Tannine enthalten. Die Tannine werden zur Herstellung von Farbe und von Tinte verwendet. Die Gerbstoffe wurden früher zu Gerbereien in die Niederlande gebracht.

## Trivia
Der Divi-Divi-Baum ist das Wahrzeichen von Aruba, so erhält der Gewinner des Aruba-Filmfestivals eine kleine Nachbildung eines Divi-Divi-Baums aus Edelmetall. Auch die Divi Divi Air von den Niederländischen Antillen hat sich nach diesem Baum benannt.